# Gregory Sedoc
Gregory Sedoc (né le 16 octobre 1981 à Amsterdam) est un athlète néerlandais, d'origine surinamienne, spécialiste du 60 et du 110 mètres haies ainsi que relayeur sur 4 x 100 m.

## Carrière sportive
Il remporte son premier titre majeur international en s'imposant en finale du 60 mètres haies des Championnats d'Europe en salle de Birmingham avec le temps de 7 s 63, devançant son compatriote Marcel van der Westen et l'Espagnol Jackson Quiñónez. En 2009, le Néerlandais ne parvient pas à conserver son titre européen remporté deux ans plus tôt, s'inclinant face au Français Ladji Doucouré lors des Championnats d'Europe en salle de Turin.

## Record personnels
- 60 m haies : 7 s 52 (07/02/2009 à Stuttgart et 13/02/2009 à Dusseldorf)
- 110 m haies : 13 s 37 (26/05/2007 à Hengelo)

## Palmarès
- Championnats d'Europe d'athlétisme en salle 2007 à Birmingham :
  -  Médaille d'or du 60 m haies
- Championnats d'Europe d'athlétisme en salle 2009 à Turin :
  -  Médaille d'argent du 60 m haies